# الجمعية العربية لنقاد المسرح
الجمعية العربية لنقاد المسرح : هي منظمة عربية مجتمعية مستقلة تأسست عام 2007 من خلال عدداً من نقاد المسرح من عدة دول عربية بهدف صياغة تنظيم مهنى موحد للنقد المسرحى العربى ودعم التعاون بين نقاد المسرح و الباحثين العرب .

## أهداف الجمعية
- دعم ورعاية المشتغلين بالبحث والنقد المسرحي علمياً ومهنياً.
- نشر أعمال الأعضاء وإبداعاتهم ومناقشتها على أوسع نطاق .
- تبادل المعلومات والخبرات فيما بين أعضاء الجمعية من خلال الندوات والمؤتمرات العلمية.
- التواصل المستمر مع المشهد النقدي العالمي، والاطلاع على الجديد في النظرية النقدية.
- المشاركة في المؤتمرات والمهرجانات المسرحية العربية والعالمية.
- تمثيل نقاد المسرح العربي في المحافل الدولية.
- إقامة المسابقات في مجال البحث المسرحي .
- اقامة المسابقات في مجال البحث المسرحي.
- تأسيس مركز لدراسات المسرح العربي.[1]

## المؤسسون
1. حاتم عودة –العراق
2. د. أحمد عبد الله بدوي - مصر
3. د. تهاني الغريبي - السعودية
4. د. حسام عطــا – مصر
5. د. حسن عطية – مصر
6. د. حسين الأنصاري – العراق
7. د. رضا غالب – مصر
8. د. رياض عصمت- سوريا
9. د. سامية حبيب – مصر
10. د. سعيد الناجي – المغرب
11. د. سيد الإمام – مصر
12. د. شكير فيلالة – المغرب
13. د. عبد الحكيم الزبيدي -الإمارات
14. د. عبد المجيد شكير- المغرب
15. د. عصام الدين أبو العلا – مصر
16. د. مصطفى يوسف منصور- مصر
17. د. منى صفوت – مصر
18. د. نرمين الحوطي – الكويت
19. د. وطفاء حمادي- لبنان
20. د.جلال جميل – العراق
21. د.كريم عبود -العراق
22. د.محمد حسين حبيب –العراق
23. سباعي السيد- مصر
24. صباح الانباري – العراق
25. عباس الحايك – السعودية
26. عبد الجبار خمران – المغرب
27. عزالدين جلاوجي –الجزائر
28. عزة القصابي – سلطنة عمان
29. عصام أبو القاسم- السودان
30. عصمان فارس –العراق
31. ناهد عز العرب – مصر
32. د. عبد الرحمن بن زيدان - المغرب
33. ياسر مدخلي - السعودية
34. صلاح عبيد - عُمان

لتقديم طلب العضوية، الرجاء إرسال السيرة الذاتية، موضحا فيها الإنتاج النقدي المنشور إلى البريد التالي:
membership@arabcritics.org